# 三好清房
三好 清房（みよし きよふさ、文化12年（1815年） - 慶応4年8月15日（1868年9月30日））は、江戸時代後期（幕末）の仙台藩の重臣。父は三好清明、母は菅生助六の娘・もと。通称は監物。幼名は武三郎。字は顕民。容号は閑斎。

## 生涯
文化12年（1815年）、仙台藩の中級武士である三好清明の子として生まれる。安政2年（1855年）に出入司兼公義使に抜擢されて藩主・伊達慶邦のブレーンのひとりとなった。江戸幕府より蝦夷地警護の命令が下されると、その任務を担当する責任者となる。はじめ勇払に元陣屋を置く命令だったが、より函館から距離の近い白老に建設したいという要望を出し、幕府から許可された。その後、約150名の藩士を従え民政にあたり、アイヌとも良好な関係を築いた（白老仙台藩陣屋跡の記事も参照のこと）。帰藩後、安政6年（1859年）8月に藩主に従い江戸へ赴き、大老井伊直弼に謁して時事を論ずるが、逆に怒りを買い、蝦夷地警護で失態があったとの罪で閉門に処された。
文久2年（1862年）に復帰して若年寄格に昇格したが、清房は但木土佐ら佐幕派を支持して遠藤允信ら尊王攘夷派と対立し、藩内に政争を起こす一因を成した。大政奉還に際しては仙台藩の軍勢を率いて上洛し、時代の流れを見て新政府に帰順した上で帰国する。帰国後は新政府への帰順と会津藩征伐を主張したが、これがかえって但木土佐ら佐幕派には裏切りと見られてしまい、慶応4年（1868年）8月15日に清房は但木ら佐幕派の圧力を受けて自害させられた。享年54。
明治24年（1891年）、正五位を追贈された。